# Nebetia
Nebetia ókori egyiptomi hercegnő volt a XVIII. dinasztia idején; Sziatum hercegnek a lánya, aki valószínűleg IV. Thotmesz fáraó fia volt. Nebetia annak ellenére viselte a Király lánya címet, hogy nem fáraó gyermeke volt, csak hercegé. Az újbirodalom idején ő a legismertebb példa erre. Neve valószínűleg a Nebtu név variációja, ez alapján próbálták azonosítani III. Thotmesz Nebtu nevű feleségével, de nem valószínű, hogy ha Nebetia királynéi címet viselt volna, akkor múmiáján csak hercegnőként nevezik meg, és a két név írásmódja is különbözik.
Múmiáját több másikkal együtt a XXI. dinasztia idején újratemették, de a sírt már 1857-es felfedezése előtt kifosztották. A Nebetia múmiáján talált felirat, melyről megtudható neve, hercegnői címe és apja, Sziatum neve, egyike annak a két forrásnak, melyekből Sziatum létezése ismert.